# Centro Juventud Antoniana
Il Centro Juventud Antoniana è una società calcistica argentina di Salta, fondata il 13 gennaio 1916.

## Storia
La società fu fondata da un gruppo di sacerdoti francescani; nel 1922 iniziò a prendere parte alla Liga Salteña de Fútbol, il torneo locale di Salta. Nel 1928 la squadra vinse il campionato, mentre nel 1971 si qualificò per la prima volta alla Primera División, divenendo così la prima compagine di Salta a raggiungere il massimo livello del calcio argentino. La prima stagione si concluse con il 12º posto nel gruppo A, con 8 punti in 14 incontri. Nel 1973, dopo un anno di assenza, tornò a giocare in prima divisione, classificandosi ultimo nel girone A. Nel 1975 il campionato terminò con il 7º posto nel gruppo D, con 11 punti in 16 gare. Il 1978 vide la formazione di Salta chiudere il gruppo A, con 4 punti. Dopo qualche annata senza disputare gare in Primera División, nel 1983 il Juventud Antoniana raggiunse il miglior risultato della sua storia: in seguito al 3º posto nel gruppo C, si qualificò per la seconda fase, in cui si trovò a confrontarsi con Argentinos Juniors e Loma Negra de Olavarría. In questo girone, la squadra perse tutte e sei le partite, chiudendo a 0 punti con 16 gol subiti e 4 segnati. Nel 1985, in occasione dell'ultima edizione del Nacional, il Juventud tornò a competere in massima serie: ottenuto il 4º e ultimo posto nel gruppo H, venne incluso nella fase a eliminazione diretta per le compagini giunte nelle ultime posizioni, dove fu eliminato dal Gimnasia La Plata. Nel 1996 vinse il Torneo Argentino A, e si guadagnò così il diritto di giocare la Primera B Nacional.

## Organico

### Calciatori in rosa
| N. |                                                                                                 | Ruolo | Calciatore          |
| -- | ----------------------------------------------------------------------------------------------- | ----- | ------------------- |
|    | [[File:{{Naz/{{{nazione}}}\|a}}\|class=noviewer\|{{Naz/{{{nazione}}}\|c}} (bandiera)\|20x16px]] | P     | Mariano Maino       |
|    | [[File:{{Naz/{{{nazione}}}\|a}}\|class=noviewer\|{{Naz/{{{nazione}}}\|c}} (bandiera)\|20x16px]] | P     | Juan Cruz Mulieri   |
|    | [[File:{{Naz/{{{nazione}}}\|a}}\|class=noviewer\|{{Naz/{{{nazione}}}\|c}} (bandiera)\|20x16px]] | P     | Fabio Quiroga       |
|    | [[File:{{Naz/{{{nazione}}}\|a}}\|class=noviewer\|{{Naz/{{{nazione}}}\|c}} (bandiera)\|20x16px]] | D     | Gastón Stang        |
|    | [[File:{{Naz/{{{nazione}}}\|a}}\|class=noviewer\|{{Naz/{{{nazione}}}\|c}} (bandiera)\|20x16px]] | D     | Maximiliano Aybar   |
|    | [[File:{{Naz/{{{nazione}}}\|a}}\|class=noviewer\|{{Naz/{{{nazione}}}\|c}} (bandiera)\|20x16px]] | D     | Juan Pablo Cárdenas |
|    | [[File:{{Naz/{{{nazione}}}\|a}}\|class=noviewer\|{{Naz/{{{nazione}}}\|c}} (bandiera)\|20x16px]] | D     | Raúl Gorostegui     |
|    | [[File:{{Naz/{{{nazione}}}\|a}}\|class=noviewer\|{{Naz/{{{nazione}}}\|c}} (bandiera)\|20x16px]] | D     | Omar Bellone        |
|    | [[File:{{Naz/{{{nazione}}}\|a}}\|class=noviewer\|{{Naz/{{{nazione}}}\|c}} (bandiera)\|20x16px]] | D     | Edgardo Galíndez    |
|    | [[File:{{Naz/{{{nazione}}}\|a}}\|class=noviewer\|{{Naz/{{{nazione}}}\|c}} (bandiera)\|20x16px]] | D     | Facundo Girón       |
|    | [[File:{{Naz/{{{nazione}}}\|a}}\|class=noviewer\|{{Naz/{{{nazione}}}\|c}} (bandiera)\|20x16px]] | D     | Jesus Calderón      |
|    | [[File:{{Naz/{{{nazione}}}\|a}}\|class=noviewer\|{{Naz/{{{nazione}}}\|c}} (bandiera)\|20x16px]] | D     | Sergio Chavez       |
|    | [[File:{{Naz/{{{nazione}}}\|a}}\|class=noviewer\|{{Naz/{{{nazione}}}\|c}} (bandiera)\|20x16px]] | D     | Rodrigo Teruel      |
|    | [[File:{{Naz/{{{nazione}}}\|a}}\|class=noviewer\|{{Naz/{{{nazione}}}\|c}} (bandiera)\|20x16px]] | D     | Jorge Serrano       |
|    | [[File:{{Naz/{{{nazione}}}\|a}}\|class=noviewer\|{{Naz/{{{nazione}}}\|c}} (bandiera)\|20x16px]] | C     | Diago Gimenez       |
|    | [[File:{{Naz/{{{nazione}}}\|a}}\|class=noviewer\|{{Naz/{{{nazione}}}\|c}} (bandiera)\|20x16px]] | C     | Oscar Domínguez     |

| N. |                                                                                                 | Ruolo | Calciatore             |
| -- | ----------------------------------------------------------------------------------------------- | ----- | ---------------------- |
|    | [[File:{{Naz/{{{nazione}}}\|a}}\|class=noviewer\|{{Naz/{{{nazione}}}\|c}} (bandiera)\|20x16px]] | C     | Matías Ceballos        |
|    | [[File:{{Naz/{{{nazione}}}\|a}}\|class=noviewer\|{{Naz/{{{nazione}}}\|c}} (bandiera)\|20x16px]] | C     | César Montiglio        |
|    | [[File:{{Naz/{{{nazione}}}\|a}}\|class=noviewer\|{{Naz/{{{nazione}}}\|c}} (bandiera)\|20x16px]] | C     | Maximiliano Ramos      |
|    | [[File:{{Naz/{{{nazione}}}\|a}}\|class=noviewer\|{{Naz/{{{nazione}}}\|c}} (bandiera)\|20x16px]] | C     | Nicolás Gastón Aguirre |
|    | [[File:{{Naz/{{{nazione}}}\|a}}\|class=noviewer\|{{Naz/{{{nazione}}}\|c}} (bandiera)\|20x16px]] | C     | Julio Marchant         |
|    | [[File:{{Naz/{{{nazione}}}\|a}}\|class=noviewer\|{{Naz/{{{nazione}}}\|c}} (bandiera)\|20x16px]] | C     | Ricardo Ernesto Gómez  |
|    | [[File:{{Naz/{{{nazione}}}\|a}}\|class=noviewer\|{{Naz/{{{nazione}}}\|c}} (bandiera)\|20x16px]] | C     | Gustavo Ortiz          |
|    | [[File:{{Naz/{{{nazione}}}\|a}}\|class=noviewer\|{{Naz/{{{nazione}}}\|c}} (bandiera)\|20x16px]] | C     | Hector Lopez           |
|    | [[File:{{Naz/{{{nazione}}}\|a}}\|class=noviewer\|{{Naz/{{{nazione}}}\|c}} (bandiera)\|20x16px]] | A     | Joaquin Quinteros      |
|    | [[File:{{Naz/{{{nazione}}}\|a}}\|class=noviewer\|{{Naz/{{{nazione}}}\|c}} (bandiera)\|20x16px]] | C     | Gustavo Ibáñez         |
|    | [[File:{{Naz/{{{nazione}}}\|a}}\|class=noviewer\|{{Naz/{{{nazione}}}\|c}} (bandiera)\|20x16px]] | A     | Gustavo Balvorín       |
|    | [[File:{{Naz/{{{nazione}}}\|a}}\|class=noviewer\|{{Naz/{{{nazione}}}\|c}} (bandiera)\|20x16px]] | A     | Marcos Navarro         |
|    | [[File:{{Naz/{{{nazione}}}\|a}}\|class=noviewer\|{{Naz/{{{nazione}}}\|c}} (bandiera)\|20x16px]] | A     | Gabriel Perez Tarifa   |
|    | [[File:{{Naz/{{{nazione}}}\|a}}\|class=noviewer\|{{Naz/{{{nazione}}}\|c}} (bandiera)\|20x16px]] | A     | Martin Esparza         |
|    | [[File:{{Naz/{{{nazione}}}\|a}}\|class=noviewer\|{{Naz/{{{nazione}}}\|c}} (bandiera)\|20x16px]] | A     | Sebastián Keber        |

## Palmarès

### Competizioni nazionali
- Torneo Argentino A: 1

1995-1996

### Competizioni regionali
- Torneo Regional: 2

1971, 1973
- Torneo Regional Federal Amateur: 1

2021-2022

### Altri piazzamenti
- Primera B Nacional:

Terzo posto: 1998-1999

## Rivalità
Il principale rivale della Juventud Antoniana è il Gimnasia y Tiro de Salta con il quale da vita al Clásico salteño.